# Kosy (województwo pomorskie)
Kosy (kaszub. Kòsë) – wieś kaszubska w Polsce, położona w województwie pomorskim, w powiecie kartuskim, w gminie Kartuzy, na Pojezierzu Kaszubskim, na terenie Kaszubskiego Parku Krajobrazowego. 
| SIMC    | Nazwa         | Rodzaj      |
| ------- | ------------- | ----------- |
| 0163363 | Smętowo Leśne | osada leśna |

W latach 1975–1998 miejscowość administracyjnie należała do województwa gdańskiego.
Dojazd do wioski od strony Kartuz poprzez atrakcyjną widokowo (Zamkowa Góra) leśną drogę. Prowadzi tędy również turystyczny  Szlak Kaszubski.